# Eredivisie (vrouwenhandbal) 2014/15
De Lotto Eredivisie is de hoogste afdeling van het Nederlandse handbal bij de vrouwen op landelijk niveau. In het seizoen 2014/2015 werd SERCODAK/Dalfsen landskampioen. Hellas degradeerde naar de Eerste divisie.

## Opzet
- Er wordt eerst een volledige competitie gespeeld. Daarna worden de teams in twee poules opgedeeld. De zes hoogst geëindigde ploegen gaan verder in de zogenaamde kampioenspoule en de vier laagst geëindigde ploegen in de zogenaamde degradatiepoule.
- De vier ploegen in de degradatiepoule spelen onderling een volledige competitie waarbij de nummer 7 uit de reguliere competitie met 4 bonus/startpunten begint en, dit zo aflopend tot, 1 startpunt voor de nummer 10 uit de reguliere competitie.
- De ploeg die in de degradatiepoule als laatste eindigt, degradeert rechtstreeks naar de eerste divisie.
- De ploeg die in de degradatiepoule als enerlaatste eindigt, speelt een best-of-two tegen de winnaar, van de onderlinge strijd tussen de periodekampioenen in de eerste divisie, om uit te maken wie volgend zeizoen in de eredivisie en wie in de eerste divisie speelt. In deze best-of-two heeft de eredivisieploeg het recht om de tweede wedstrijd thuis te spelen.
- De zes ploegen in de kampioenspoule beslissen in drie ronden, volgens het knockout systeem, wie zich Nederlands kampioen mag noemen. De twee hoogst geklasseerde teams uit de reguliere competitie zijn vrijgesteld van het spelen van de eerste ronde. In de eerste en tweede ronde wordt een best-of-two gespeeld waarbij het team dat in de reguliere competitie als hoogste is geëindigd, de tweede wedstrijd thuis speelt.
- De finale (derde ronde) is een best-of-three waarbij de ploeg die in de reguliere competitie als hoogste is geëindigd, de eerste en, indien nodig, derde wedstrijd thuis speelt,

## Teams
| Club                    | Plaats           | Provincie     | Trainers                                                                       | Hal              |
| ----------------------- | ---------------- | ------------- | ------------------------------------------------------------------------------ | ---------------- |
| SERCODAK Dalfsen        | Dalfsen          | Overijssel    | Peter Portengen                                                                | Trefkoele+       |
| Schuler Afbouwgroep/DOS | Emmer-Compascuum | Drenthe       | Rob Fiege                                                                      | De Klabbe        |
| DSS                     | Heemskerk        | Noord-Holland | John Zeeuw                                                                     | De Waterakkers   |
| E&O                     | Emmen            | Drenthe       | Harry Weerman Saskia Lamberts                                                  | Angelslo         |
| Gilde-BT/HandbaL Venlo  | Venlo            | Limburg       | Sander Barents                                                                 | Craneveld        |
| Hellas                  | Den Haag         | Zuid-Holland  | Joris Witjens                                                                  | Hellashal        |
| Virto/Quintus           | Kwintsheul       | Zuid-Holland  | Peter Lauwen                                                                   | van der Voorthal |
| Westfriesland/SEW       | Nibbixwoud       | Noord-Holland | Rik Boonkamp George Dekeling ontslagen in december 2014                        | De Bloesem       |
| Vlug en Lenig           | Geleen           | Limburg       | Edwin Janssen                                                                  | Glanerbrook      |
| Succes Schoonmaak/VOC   | Amsterdam        | Noord-Holland | Natasja Burgers Ruud van Den Broeck Patrick Kersten ontslagen in november 2014 | Elzenhagen       |

## Reguliere competitie
| Pos | Club                    | Wed | W  | G | V  | Ptn | DV  | DT  | +/−  | Opmerking                      |
| --- | ----------------------- | --- | -- | - | -- | --- | --- | --- | ---- | ------------------------------ |
| 1   | SERCODAK Dalfsen        | 18  | 18 | 0 | 0  | 36  | 713 | 399 | +314 | Geplaatst voor kampioenspoule  |
| 2   | Succes Schoonmaak/VOC   | 18  | 14 | 1 | 3  | 29  | 572 | 440 | +132 | Geplaatst voor kampioenspoule  |
| 3   | Virto/Quintus           | 18  | 13 | 0 | 5  | 26  | 490 | 393 | +97  | Geplaatst voor kampioenspoule  |
| 4   | Schuler Afbouwgroep/DOS | 18  | 12 | 2 | 4  | 26  | 496 | 494 | +2   | Geplaatst voor kampioenspoule  |
| 5   | Vlug en Lenig           | 18  | 8  | 1 | 9  | 17  | 444 | 443 | +1   | Geplaatst voor kampioenspoule  |
| 6   | Gilde-BT/HandbaL Venlo  | 18  | 6  | 1 | 11 | 13  | 449 | 517 | −68  | Geplaatst voor kampioenspoule  |
| 7   | Hellas                  | 18  | 5  | 3 | 10 | 13  | 435 | 507 | −72  | Geplaatst voor degradatiepoule |
| 8   | E&O                     | 18  | 5  | 1 | 12 | 11  | 411 | 488 | −77  | Geplaatst voor degradatiepoule |
| 9   | Westfriesland/SEW       | 18  | 4  | 1 | 13 | 9   | 420 | 521 | −101 | Geplaatst voor degradatiepoule |
| 10  | DSS                     | 18  | 0  | 0 | 18 | 0   | 373 | 601 | −228 | Geplaatst voor degradatiepoule |

## Nacompetitie

### Degradatiepoule
| Pos | Club              | Wed | W | G | V | Ptn | DV  | DT  | +/− | BP | Opmerking                                                     |
| --- | ----------------- | --- | - | - | - | --- | --- | --- | --- | -- | ------------------------------------------------------------- |
| 1   | DSS               | 6   | 4 | 0 | 2 | 9   | 137 | 137 | 0   | 1  |                                                               |
| 2   | Westfriesland/SEW | 6   | 3 | 1 | 2 | 9   | 163 | 142 | +21 | 2  |                                                               |
| 3   | E&O               | 6   | 3 | 0 | 3 | 9   | 124 | 143 | −19 | 3  | Best of two tegen winnaar periodekampioenschap eerste divisie |
| 4   | Hellas            | 6   | 1 | 1 | 4 | 7   | 137 | 139 | −2  | 4  | Directe degradatie naar eerste divisie                        |

#### Best of Two
| 26 april 2015 | Borhave | 23 - 24 | E&O |

| 2 mei 2015 | E&O | 30 - 18 | Borhave |

### Kampioenspoule
| Pos | Club                    | Wed | W  | G | V  | Ptn | DV  | DT  | +/−  | BP | Opmerking                         |
| --- | ----------------------- | --- | -- | - | -- | --- | --- | --- | ---- | -- | --------------------------------- |
| 1   | SERCODAK Dalfsen        | 10  | 10 | 0 | 0  | 26  | 379 | 230 | +149 | 6  | Gekwalificeerd voor Best of Three |
| 2   | Succes Schoonmaak/VOC   | 10  | 6  | 2 | 2  | 19  | 283 | 263 | +20  | 5  | Gekwalificeerd voor Best of Three |
| 3   | Virto/Quintus           | 10  | 6  | 1 | 3  | 17  | 286 | 259 | +27  | 4  |                                   |
| 4   | Vlug en Lenig           | 10  | 3  | 1 | 6  | 9   | 256 | 307 | −51  | 2  |                                   |
| 5   | Schuler Afbouwgroep/DOS | 10  | 3  | 0 | 7  | 9   | 296 | 311 | −15  | 3  |                                   |
| 6   | Gilde-BT/HandbaL Venlo  | 10  | 0  | 0 | 10 | 1   | 233 | 363 | −130 | 1  |                                   |

## Best of Three
| 23 mei 2015 | SERCODAK Dalfsen | 29 - 28 | Succes Schoonmaak/VOC | Trefkoele+, Dalfsen |
| 23 mei 2015 |                  |         |                       | Trefkoele+, Dalfsen |
| 23 mei 2015 |                  |         |                       | Trefkoele+, Dalfsen |

| 30 mei 2015 | Succes Schoonmaak/VOC | 28 - 34 | SERCODAK Dalfsen | Elzenhagen, Amsterdam |
| 30 mei 2015 |                       |         |                  | Elzenhagen, Amsterdam |
| 30 mei 2015 |                       |         |                  | Elzenhagen, Amsterdam |

| 7 juni 2015 | SERCODAK Dalfsen | v | Succes Schoonmaak/VOC | Trefkoele+, Dalfsen |
| 7 juni 2015 |                  |   |                       | Trefkoele+, Dalfsen |
| 7 juni 2015 |                  |   |                       | Trefkoele+, Dalfsen |

## Beste handbalsters van het jaar
In de rust van de bekerfinale van de mannen tussen OCI-LIONS en Kras Volendam werden de seizoensprijzen uitgereikt voor Speler, Keeper en Talent van het Jaar. De prijs voor Talent van het Jaar is bepaald door de bondscoach Henk Groener.
| Categorie           | Winnaar          | Club                  |
| ------------------- | ---------------- | --------------------- |
| Speelster           | Rachel de Haze   | Succes Schoonmaak/VOC |
| Keepster            | Kristy Zimmerman | SERCODAK Dalfsen      |
| Talent van het jaar | Delaila Amega    | Virto/Quintus         |

De genomineerden waren:
Speelster van het jaar
- Inger Smits - SERCODAK Dalfsen
- Rachel de Haze - Succes Schoonmaak/VOC
- Delaila Amega - Virto/Quintus

Keepster van het jaar
- Marieke van der Wal - Virto/Quintus
- Martine Hoogewoud - Succes Schoonmaak/VOC
- Kristy Zimmerman - SERCODAK Dalfsen